# Albert Folguera i Felip
Albert Folguera i Felip (Bell-lloc d'Urgell, 18 de febrer de 1966) és un exjugador i exentrenador d'hoquei sobre patins català. Fou jugador en la posició de defensa, així com capità, de l'Igualada HC, club amb el qual guanyà sis copes d'Europa. És germà de Carles Folguera, reconegut porter d'hoquei sobre patins.

## Trajectòria com a jugador
Després d'iniciar-se de ben petit al Club Patí Bell-lloc i passar un breu temps pel Lleida Llista Blava, Albert Folguera fitxà per l'Igualada HC la temporada 1986-87, club amb el qual completà la resta de la seva trajectòria com a jugador durant 13 temporades, i sis temporades més com a tècnic, les cinc últimes com a entrenador del primer equip. Amb l'Igualada jugava de defensa mig i guanyà sis copes d'Europa i cinc lligues espanyoles, entre altres títols. Es retirà com a jugador l'any 1999 i li feren un partit d'homenatge. Fou integrant de la selecció espanyola en 15 ocasions.
Té estudis d'Educació Física per l'INEFC Lleida.

## Trajectòria com a entrenador
Un cop retirat com a jugador, mantingué la seva vinculació amb l'Igualada HC i fou entrenador del primer equip durant cinc temporades entre l'any 2000 i el 2005. Portà l'equip a jugar cinc finals, però no pogué guanyar-ne cap per diverses raons.
Després d'entrenar durant un breu temps el Club Patí Bell-lloc, a inicis del 2006 fitxà com a entrenador del Reus Deportiu. El novembre de 2006 fitxà com a entrenador del Club Patí Voltregà, club amb el qual completà també la temporada 2007-2008.
Des de la temporada 2009-2010 fins a la 2022-2023 fou entrenador del Lleida Llista Blava, equip amb el qual va guanyar la Copa de la CERS de 2018 i dues Europe Cup.

## Palmarès com a jugador de l'Igualada HC
- 6 Copes d'Europa (1992-93, 1993-94, 1994-95, 1995-96, 1997-98 i 1998-99)
- 5 Copes Continentals (1992-93, 1993-94, 1994-95, 1997-98 i 1998-99)
- 5 OK Lligues / Lligues espanyoles (1988-89, 1991-92, 1993-94, 1994-95 i 1996-97)
- 2 Copes del Rei / Copes espanyoles (1992 i 1993)
- 1 Supercopa espanyola (1993-94)
- 4 Lligues catalanes (1991-92, 1992-93, 1993-94 i 1997-98)

## Palmarès com a entrenador
- 1 Copes del Rei / Copes espanyoles (2005-06)
- 3 Copes de la CERS / WS Europe Cup (2017-18, 2018-19, 2020-21)